# 1836 en musique
| \| • Retour à la chronologie générale de la musique populaire • \| |
| XXIe siècle • XXe siècle • XIXe siècle • XVIIIe siècle XVIIe siècle • XVIe siècle • XVe siècle • XIVe siècle XIIIe siècle • XIIe siècle • XIe siècle • Xe siècle IXe siècle • VIIIe siècle • Haut Moyen Âge • Rome • Grèce |
| • Retour à la chronologie générale de la musique populaire • |

| • Retour à la chronologie générale de la musique populaire • |

| Années de la musique populaire : 1833 - 1834 - 1835 - 1836 - 1837 - 1838 - 1839    |
| Décennies de la musique populaire : 1800 - 1810 - 1820 - 1830 - 1840 - 1850 - 1860 |

## Événements
- 22 mars : création à Paris du Gymnase musical militaire, école de musique destinée à former les musiciens et chefs de musiques militaires ; il est placé sous la direction de Frédéric Berr.
- Johann Samuel Herrmann fabrique en Suisse le premier petit accordéon schwyzois, connu sous le nom de langnauerli.

## Œuvres
- Ma Normandie, chanson de Frédéric Bérat.

## Naissances

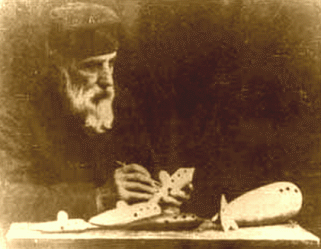
Giuseppe Donati

- 31 mai : Jean Baptiste Clément, chansonnier français montmartrois, auteur des paroles du Temps des cerises, mort en 1903.
- 1er octobre : Lucien Gothi, acteur, auteur de chansons français († 10 avril 1915).
- 2 décembre : Giuseppe Donati, musicien et créateur de l’ocarina traversier ou classique († 14 février 1925).